# 伊韦尔赛
伊韦尔赛（法語：Yversay，法語發音：[ivɛʁsɛ]）是法国新阿基坦大区维埃纳省的一个市镇，位于该省中西部，属于普瓦捷区。

## 地理
伊韦尔赛（46°40'43"N, 0°12'56"E）面积5.95 平方千米，位于法国新阿基坦大区维埃纳省，该省份为法国中西部省份，北起曼恩-卢瓦尔省和安德尔-卢瓦尔省，西接德塞夫勒省，南至夏朗德省，东南接上维埃纳省，东临安德尔省。
与伊韦尔赛接壤的市镇（或旧市镇、城区）包括：锡塞、讷维尔德普瓦图、维利耶、武耶。

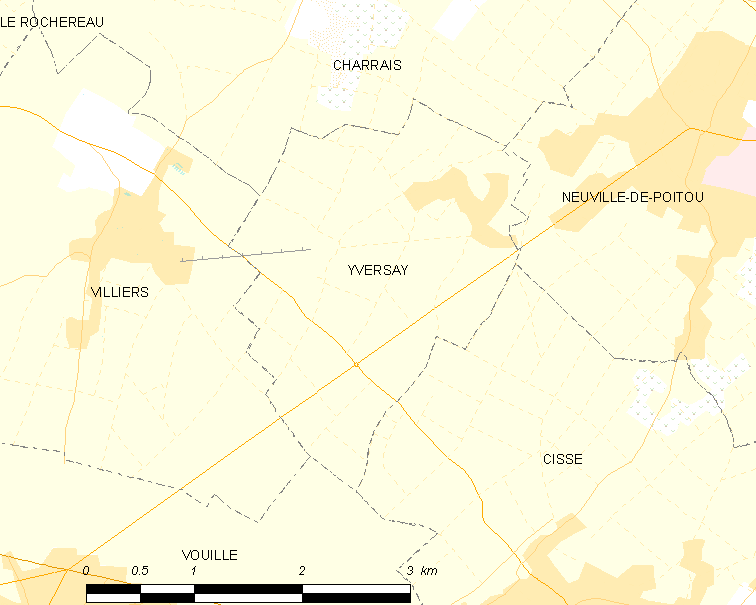
伊韦尔赛的OSM定位图

伊韦尔赛的时区为UTC+01:00、UTC+02:00（夏令时）。

## 行政
伊韦尔赛的邮政编码为86170，INSEE市镇编码为86300。

## 政治
伊韦尔赛所属的省级选区为米涅-欧桑斯县。

## 人口

1962-2008年间伊韦尔赛人口变化图示

伊韦尔赛于2022年1月1日时的人口数量为636人。